# Johann Lucas Schröder
Johann Lucas Schröder (* 13. Juli 1760 in Spangenberg; † 20. Oktober 1813 in Kassel) war ein deutscher Kaufmann und Abgeordneter der Reichsstände des Königreichs Westphalen.

## Leben
Schröder war der Sohn des Spangenberger Kaufmanns Johann Schröder (1717–1781) und dessen Ehefrau Henriette Louise geborene von Börnstedt (1724–1781). Er war mit Catharina Margarethe Schirmer verheiratet. Er lebte als Kaufmann in Spangenberg und wurde zum Kommerzienrat ernannt. Vom 2. Juni 1808 bis zum 26. Oktober 1813 (Ende der Herrschaft Napoleons) war er als Kaufmann für das Elbe-Departement Abgeordneter der Reichsstände des Königreichs Westphalen und gleichzeitig im Wahlkollegium des Departements. 